# Atomo di Rydberg

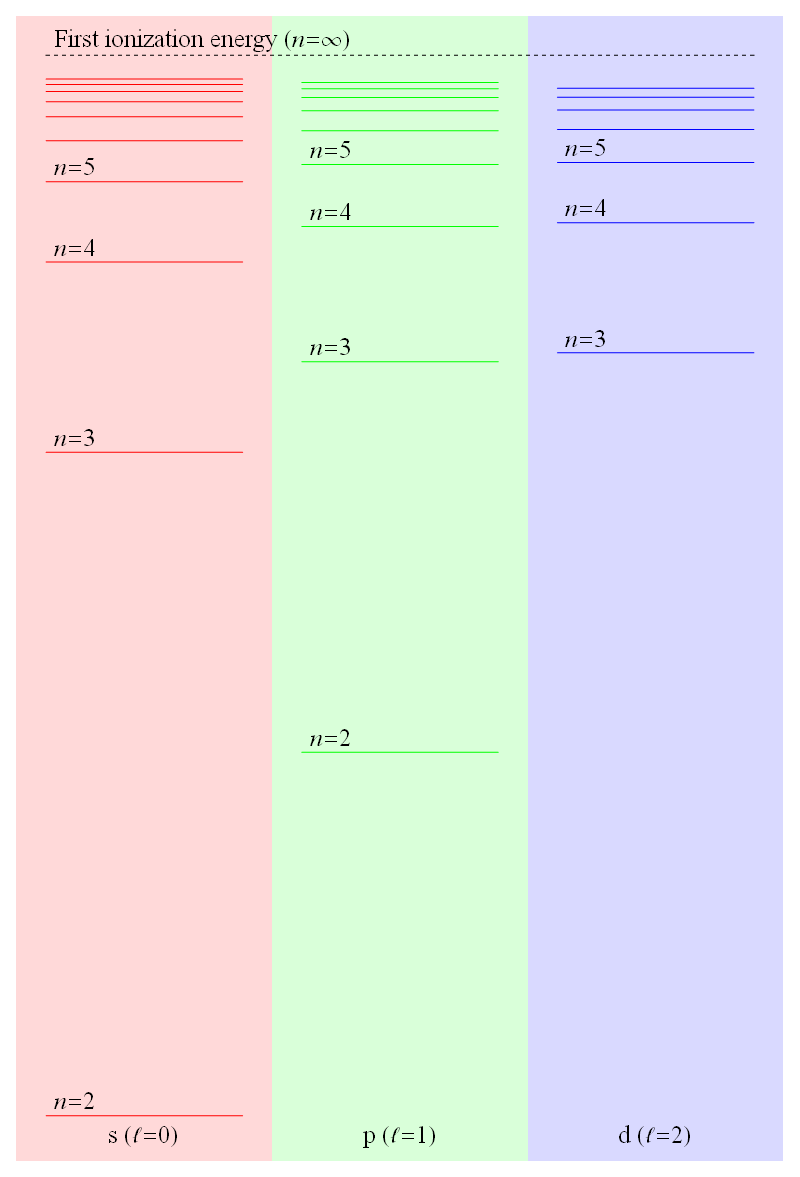
Livelli di energia in un atomo di litio che mostra la serie di Rydberg dei valori più bassi del momento angolare orbitale che converge sul primo livello di energia di ionizzazione

Un Atomo di Rydberg è un atomo eccitato con uno o più elettroni che hanno un numero quantico principale molto alto. Questi atomi hanno un certo numero di proprietà peculiari tra cui una forte risposta ai campi magnetici ed elettrici. Periodi di decadimento lunghi e funzioni d'onda degli elettroni che si approssimano, sotto alcune condizioni, 
orbite classiche intorno ai nuclei.
L'esistenza della Serie di Rydberg fu dimostrata per la prima volta nel 1885 quando Johann Balmer scoprì una semplice formula empirica per le lunghezze d'onda della luce associata con la transizione nell'idrogeno atomico. Tre anni più tardi il fisico svedese Johannes Rydberg presentò e generalizzò una versione più intuitiva della formula di Balmer, che venne quindi chiamata successivamente formula di Rydberg.
Questa formula indica l'esistenza di una serie infinita di livelli di energia sempre più ravvicinati, discreti e convergenti su un limite finito.
Questa serie fu qualitativamente spiegata nel 1913 da Niels Bohr con un modello semiclassico dell'atomo di idrogeno i quali valori quantizzati del momento angolare conducono a livelli di energia discreti osservati.
Nel 2022 un team di ricercatori dell'Università di Uppsala ha dimostrato che è possibile misurare in senso unidirezionale il tempo a livello quantistico a partire dalle interferenze generate dagli atomi di Rydberg.

## Applicazioni
L'azienda francese Pasqal, nata nel 2019, nel 2021 presenta il suo computer quantistico da 196 qubit creato usando Atomi di Rydberg anziché ioni o circuiti superconduttori.